# Rudolph Schepler
Rudolph Schepler (* 3. April 1813 in Aurich; † 1. August 1889 ebenda) war ein deutscher Verwaltungsjurist und Richter im Königreich Hannover. 1867 saß er im Konstituierenden Reichstag des Norddeutschen Bundes.

## Leben
Schepler besuchte das Gymnasium Ulricianum. Er studierte ab 1831 Rechtswissenschaft an der Ruprecht-Karls-Universität Heidelberg und wurde 1831 im Corps Guestphalia Heidelberg aktiv. Er wechselte an die Georg-August-Universität Göttingen, wo er sich 1832 auch dem Corps Frisia anschloss.
Nach den Examen trat er 1834 in den hannoverschen Staatsdienst. Er war ab 1834 Auditor und ab 1837 Assessor bei den Ämtern in Wilhelmsburg, Winsen an der Luhe und Harburg. Ab 1840 war er beim Amt in Norden sowie als kommissarischer Bürgermeister in Esens und als Untersuchungsrichter in Wittmund. Im Jahre 1852 wurde er Obergerichtsrat und Amtmann in Aurich. 1859 kam er als Amtmann nach Leer. Als er 1860 zum Amt Isenhagen versetzt wurde, bat er um seine Entlassung. Er wurde im Dezember 1860 Stadtdirektor in Jever, legte dieses Amt aber bereits im Mai 1861 nieder. Bis 1863 war er Mitglied des Bürgervorsteher-Kollegiums in Aurich und danach Amtmann des Amts Neuenhaus. 1868 wurde er Kreishauptmann in Leer, was er bis zu seiner Pensionierung 1879 blieb. Ab 1880 lebte er acht Jahre in Hannover, bevor er in seine Heimat zurückkehrte.
1863 wurde er Mitglied der Synode der Evangelisch-lutherischen Landeskirche Hannovers, der ostfriesischen Ständeversammlung und (bis 1866) der Zweiten Hannoverschen Kammer. 1867 war er Mitglied des Konstituierenden Reichstags des Norddeutschen Bundes für den Wahlkreis Hannover 2 (Aurich, Wittmund, Leer) und die Konservative Partei.
Schepler war zweimal verheiratet und hatte zwei Töchter und einen Sohn.